# Roxie Theater
 (mars 2023).
Si vous disposez d'ouvrages ou d'articles de référence ou si vous connaissez des sites web de qualité traitant du thème abordé ici, merci de compléter l'article en donnant les références utiles à sa vérifiabilité et en les liant à la section « Notes et références ».

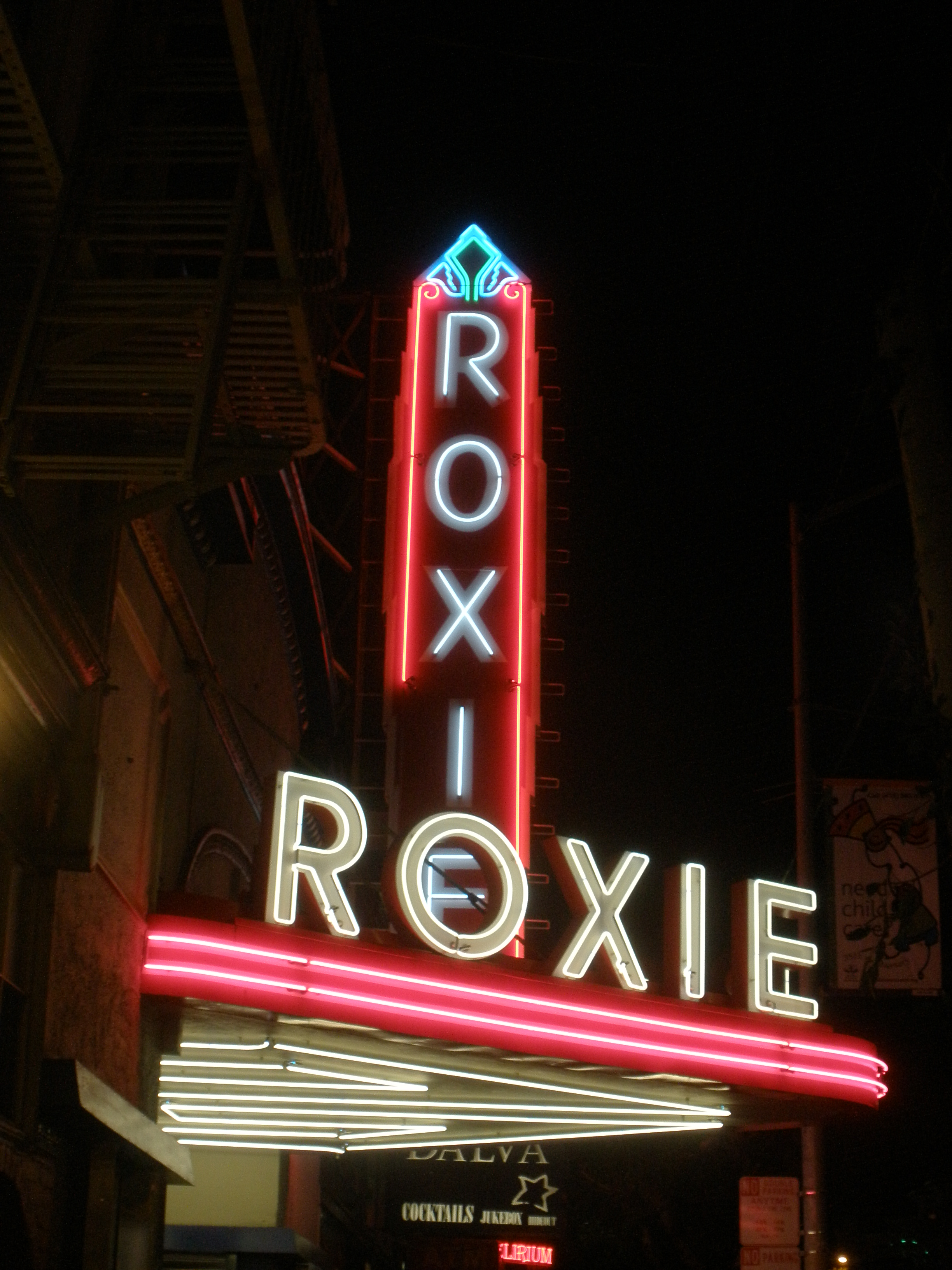
Façade du Roxie Theater

Le Roxie Theater est un cinéma de San Francisco, situé au 3117 16th Street, dans le Mission District. Il a été construit en 1909. Il est aussi appelé le Roxie Cinema, ou The Roxie.
C’est le plus ancien cinéma de la ville encore en activité.